# انگیس ۲
انگیس ۲ (انگلیسی: Engis 2)، اشاره به بخشی از مجموعه (باستان‌شناسی) دارد، که در سال ۱۸۲۹ توسط پزشک و طبیعت‌شناس هلندی فیلیپ چارلز شمرلینگ در پایین غارهای شمرلینگ کشف شد. قطعات سازنده انگیس ۲ یک فرق سر (جمجمه) تا حدی حفظ شده و قطعات مرتبط با فک بالا و پایین، یک فک بالا و یک دندان پیش دندان بالایی هستند. کودک دو تا سه ساله نئاندرتال. غارهای شمرلینگ درست در شمال بلژیک شهرداری آنژی قرار دارند، نام این گروه از آنجا گرفته شده است.